# مير أباد (خليل أباد)
مير أباد هي قرية في مقاطعة خليل أباد، إيران. عدد سكان هذه القرية هو 668 في سنة 2006.